# Stan Palk
Stanley Palk, detto Stan (Liverpool, 28 ottobre 1921 – 12 ottobre 2009), è stato un calciatore inglese, di ruolo centrocampista.

## Biografia
In molti documenti veniva indicato anche come Polk, dal momento che il suo cognome (scritto correttamente come Palk) è di origine cornica e si pronuncia effettivamente con la o.

## Carriera
Dopo aver giocato a livello semiprofessionistico con il South Liverpool nel 1940 viene tesserato dal Liverpool, con cui per un quinquennio durante la seconda guerra mondiale gioca nei tornei sostitutivi dei normali campionati, sospesi per via degli eventi bellici; in questi tornei totalizza complessivamente 62 presenze e 14 reti. Fa poi parte della rosa dei Reds che prende parte alla FA Cup 1945-1946 (primo torneo giocato dopo la guerra) e nella stagione 1946-1947 contribuisce con 6 presenze (tutte nella seconda metà della stagione) alla vittoria della First Division 1946-1947, ovvero il primo campionato inglese giocato dopo il 1939. Rimane in rosa con il Liverpool anche durante la stagione 1947-1948, nella quale disputa ulteriori 7 partite nella prima divisione inglese.
Nell'estate del 1948 viene ceduto al Port Vale, nella terza divisione inglese: rimane ai Valiants per quattro stagioni consecutive, tutte in questa categoria, nella quale mette a segno 14 reti in 159 partite di campionato giocate (a cui aggiunge anche 10 presenze in FA Cup). Va poi a giocare ai semiprofessionisti del Worcester City; nel prosieguo della carriera gioca, sempre a livello semiprofessionistico, anche con Flint Town, Oswestry Town e Maghull.

## Palmarès

### Club

#### Competizioni nazionali
- Campionato inglese: 1

Liverpool: 1946-1947

#### Competizioni regionali
- Staffordshire Senior Cup: 1

Port Vale: 1948-1949